# Léon Guinotte
 (octobre 2024).
Si vous disposez d'ouvrages ou d'articles de référence ou si vous connaissez des sites web de qualité traitant du thème abordé ici, merci de compléter l'article en donnant les références utiles à sa vérifiabilité et en les liant à la section « Notes et références ».
Léon Guinotte, né à Morlanwelz le 27 octobre 1879 et mort à Bruxelles le 19 décembre 1950, est un avocat, homme politique libéral, industriel et philanthrope belge.

## Biographie
Léon Guinotte, né à Morlanwelz le 27 octobre 1879 est le fils de Lucien Guinotte, auquel il succéda en 1911 comme président et administrateur-délégué des Charbonnages de Mariemont et de Bascoup. Il a épousé Louise van der Stichelen-Rogier, qui lui a donné quatre garçons et cinq filles qui ont épousé de grands industriels comme les Boël, Clynans, Lechat. Son fils Lucien Amédée Guinotte (1897-1967) épouse Andrée van Dievoet, fille de Jules Édouard van Dievoet, avocat, et de la baronne Marguerite Leclercq, fille du baron Georges Leclercq. Parmi ses filles, citons Marie (Michette), Hélène et Claude, figurant ensemble dans un magnifique tableau du peintre néo-impressionniste Théo van Rysselberghe. Marie Guinotte (Michette) a épousé Bernard Stevens, fils d'Arthur Stevens (critique d'art, expert, propriétaire d'une galerie à Paris) et neveu des peintres Joseph et Alfred Stevens. De cette union naît Claude Stevens, père de Marie-Chantal Stevens, épouse Richard Sheridan. Bernard Stevens avait pour sœur Suzanne, épouse Adolphe Stoclet, commanditaire du Palais Stoclet à Bruxelles.
En 1907, il est élu conseiller communal de Morlanwelz puis bourgmestre de Bellecourt (Mariemont) de 1908 à 1943. Il est élu également sénateur provincial du Hainaut (1929-1931) puis, au niveau national, sénateur de l’arrondissement électoral de Charleroi-Thuin (1936-1946). En 1946, restant fidèle au roi Léopold III mis en cause lors de la Question royale, il quitte le Parti libéral pour le Parti Social Chrétien (PSC). Il est ainsi élu en 1946 sur la liste sénatoriale de Bruxelles du PSC.
Outre les charbonnages de Mariemont et de Bascoup, il exerce la présidence de nombreux autres charbonnages wallons et limbourgeois. Il est actif également dans le secteur bancaire et on le voit administrateur de la Banque de Bruxelles (en 1915), de Brufina (en 1935), poste auquel lui succède son gendre Max Boël. Mort sans descendance, Léon Guinotte était l'ami d'enfance de l’industriel Raoul Warocqué qui l'a par la suite désigné comme héritier de sa fortune financière, le château et les terres de Mariemont étant quant à eux légués à l’État belge.
En 1927, il est nommé censeur à la Banque nationale de Belgique.
Il a témoigné beaucoup d’intérêt pour le développement d’un enseignement technique de qualité et il a participé aux congrès internationaux sur l’enseignement technique qui se sont déroulés à Charleroi en 1925 et à Bruxelles en 1932. Il figure également parmi les fondateurs du Fonds national de la recherche scientifique (FNRS). Enfin, il a été président de l’Œuvre royale du Plein Air pour enfants.
Á la suite de son décès à Bruxelles le 19 décembre 1950, il reçoit des funérailles dans sa commune de Bellecourt.

## Distinction
- Commandeur de l'ordre de Léopold